# Mateo Túnez
Mateo Túnez Grau (Navarrés, 21 novembre 1989) è un pilota motociclistico spagnolo.

## Carriera
Dopo aver gareggiato nel campionato Spagnolo di Velocità ed averlo vinto nella classe 125 nel 2005, l'infortunio occorso a Julián Miralles nel Gran Premio motociclistico d'Italia 2005 gli ha dato la possibilità di esordire nel motomondiale; nella prima stagione del 2005 partecipa a 11 gran premi, senza conquistare punti validi per la classifica iridata.
Nel motomondiale 2006 ha corso ancora nella stessa classe, con il numero 21, alla guida di una Aprilia RS 125 R del team Master - MVA Aspar, avendo come compagno di squadra Sergio Gadea; anche in questa seconda occasione partecipa a 12 gran premi senza conquistare punti.

## Risultati nel motomondiale
| 2005 | Classe | Moto    |    |  |  |  |  |    |     |    |    |    |  |     |    |    |    |    |    | Punti | Pos. |
| ---- | ------ | ------- | -- |  |  |  |  | -- | --- | -- | -- | -- |  | --- | -- | -- | -- | -- | -- | ----- | ---- |
| 2005 | 125    | Aprilia | 17 |  |  |  |  | 19 | Rit | NE | 24 | 19 |  | Rit | 25 | 24 | 23 | 21 | 20 | 0     |      |

| 2006 | Classe | Moto    |    |    |    |    |     |  |    |     |    |    |    |    |  |  |  |    |    | Punti | Pos. |
| ---- | ------ | ------- | -- | -- | -- | -- | --- |  | -- | --- | -- | -- | -- | -- |  |  |  | -- | -- | ----- | ---- |
| 2006 | 125    | Aprilia | 28 | 25 | 25 | 28 | Rit |  | 24 | Rit | 21 | 30 | NE | 21 |  |  |  | 23 | 16 | 0     |      |

| Legenda | 1º posto        | 2º posto            | 3º posto            | A punti      | Senza punti        | Grassetto – Pole position Corsivo – Giro più veloce |
| Legenda | Gara non valida | Non qual./Non part. | Ritirato/Non class. | Squalificato | '-' Dato non disp. | Grassetto – Pole position Corsivo – Giro più veloce |